# Nyköpings kommun
Nyköpings kommun är en kommun i Södermanlands län. Centralort är Nyköping som är länets residensstad.
Majoriteten av Nyköpings kommun är klädd med skog, men det finns också stora områden med jordbruksmark. Även på de större öarna i den inre skärgården finns odlingsmark. Näringslivet står på flera pelare som inkluderar tillverkningsindustri, kommunal och regional verksamhet samt flygplatsen Stockholm-Skavsta. 
Sedan kommunen fick sin nuvarande geografiska avgränsning har befolkningstrenden varit positiv. Socialdemokraterna har varit största parti i samtliga val. De har också varit del av styrande koalitionen sedan åtminstone 2010.

## Administrativ historik
Kommunens område motsvarar socknarna: Bergshammar, Bogsta, Bälinge, Bärbo, Halla, Helgona, Husby-Oppunda, Kila, Lid, Ludgo, Lunda, Lästringe, Nykyrka, Ripsa, Runtuna, Råby-Rånö, Sankt Nicolai (del av), Spelvik, Stigtomta, Svärta, Sättersta, Tuna, Tunaberg, Tystberga och Vrena. I dessa socknar bildades vid kommunreformen 1862 landskommuner med motsvarande namn. I området fanns även Nyköpings stad som 1863 bildade en stadskommun.
Ur Nikolai landskommun utbröts 1950 Oxelösunds stad och resterande område uppgick samtidigt i Nyköpings stad. 
Vid kommunreformen 1952 bildades ett antal storkommuner i området: Bettna (av de tidigare kommunerna Bettna,  Blacksta, Forssa, Husby-Oppunda, Vadsbro och Vrena), Jönåker (av Bergshammar, Kila, Lunda och Tuna), Rönö (av Lid, Ludgo, Ripsa, Runtuna, Råby-Rönö och Spelvik), Stigtomta (av Bärbo, Halla, Nykyrka och Stigtomta), Svärta, (av Helgona och Svärta) samt Tystberga (av Bogsta, Bälinge, Lästringe, Sättersta, Torsåker och Tystberga). Samtidigt förblev Tunabergs landskommun samt Nyköpings stad opåverkade.
1967 införlivades Svärta landskommun i staden. Nyköpings kommun bildades vid kommunreformen 1971 av Nyköpings stad och landskommunerna Jönåker, Rönö, Stigtomta, Tystberga och Tunaberg samt delar ur Bettna landskommun (Vrena och Husby-Oppunda församlingar). 1974 införlivades kommunerna Trosa, Vagnhärad, Daga och Gnesta. Dessa områden utbröts 1992 och bildade Trosa kommun och Gnesta kommun.
Den 1 januari 1992 överfördes ett område med 122 personer från Nyköpings kommun och Lästringe församling till Gnesta kommun och Frustuna-Kattnäs församling.
Kommunen ingår sedan bildandet i Nyköpings tingsrätts domsaga.

## Geografi
Kommunen är belägen i de sydöstra delarna av landskapet Södermanland med Östersjön i öster. Nyköpings kommun gränsar i väster till Katrineholms kommun, i nordväst till Flens kommun, i norr till Gnesta kommun, i öster till Trosa kommun och Oxelösunds kommun, alla i Södermanlands län, samt i sydväst till Norrköpings kommun i Östergötlands län. Vidare har kommunen en maritim gräns till Nynäshamns kommun i Stockholms län i nordöst.

### Topografi och hydrografi
Flera naturtyper finns representerade i den omväxlande natur som utgör Nyköpings kommun. Urberggrunden är formad i ett sprickdalslandskap med varierande riktning. Majoriteten är täckt med lera vilket bildat långa sammanhängande jordbruksområden kring Runtuna, vid sjöarna Långhalsen, Hallbosjön och Yngaren samt längs Kilaån. Vid Kolmården i väster, vid kusten och vid sjön Båven finns större skogsområden. Den inre delen av kommunens skärgård har stora öar, klädda med skog och gammal odlingsmark. Öarna i den yttre skärgården är som kontrast istället vindpinade och kalspolade med rikt fågelliv.
Nedan presenteras andelen av den totala ytan 2020 i kommunen jämfört med riket.
|  | Bebyggelse (5,4 %) |

|  | Skog (61,7 %) |

|  | Öppen myrmark (1,5 %) |

|  | Jordbruksmark (23,2 %) |

|  | Övrig mark (8,3 %) |

|  | Bebyggelse (3,1 %) |

|  | Skog (68,0 %) |

|  | Öppen myrmark (7,2 %) |

|  | Jordbruksmark (7,4 %) |

|  | Övrig mark (14,3 %) |

### Naturskydd
År 2023 fanns 54 naturreservat i Nyköpings kommun. Bland dessa hittas Sigils bänkar som bildades 2017. Reservatet utgörs av 96,2 hektar barrskog. Där hittas 300 år gamla tallar och cirka 300 svamparter. Ett annat exempel är Nävekvarns klint som bildades 2009. Reservatet är 232,3 hektar och inkluderar en förkastningsbrant och barrnaturskog. Från 1600-talet bedrev Nävekvarns bruk järnhantering i området och skogen har betats. Numer är det dock naturskog med flerhundraåriga martallar, gamla lövträd och mycket döda och döende träd.

### Administrativ indelning
Fram till 2016 var kommunen för befolkningsrapportering indelad i sex församlingar: Kiladalens, Nyköpings, Rönö, Stigtomta-Vrena, Tunabergs och Tystbergabygdens. 

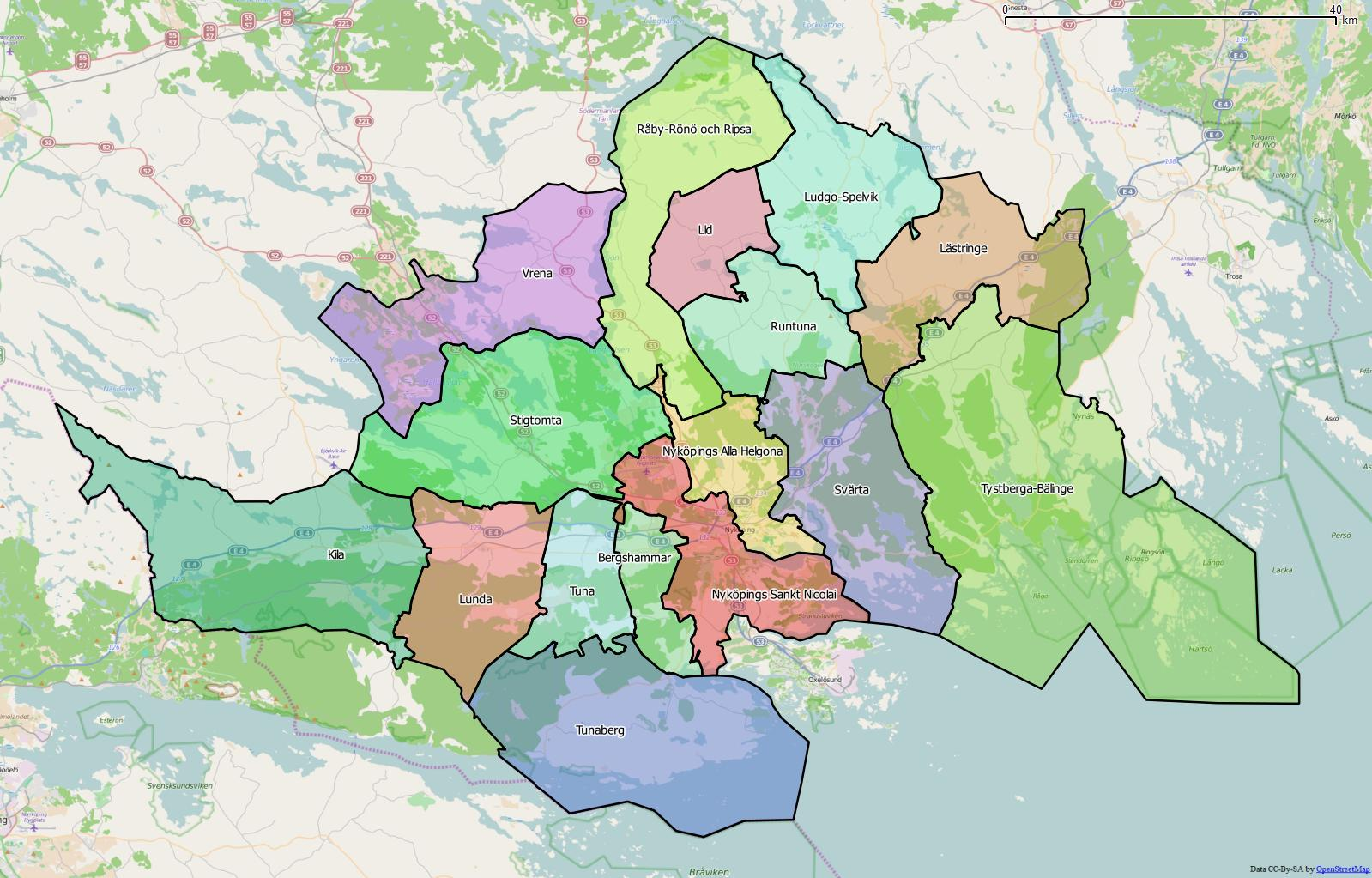
Distrikt inom Nyköpings kommun

Från 2016 indelas kommunen istället i 16 distrikt:
| De 16 distrikten i Nyköpings kommun |
| --- |
| - Bergshammar - Kila - Lid - Ludgo-Spelvik - Lunda - Lästringe - Nyköpings Alla Helgona - Nyköpings Sankt Nicoloai - Runtuna - Råby-Rånö och Ripsa - Stigtomta - Svärta - Tuna - Tunaberg - Tystberga-Bälinge - Vrena |

### Tätorter
Befolkning per 2019. Centralorten är i fet stil.
| Nr | Tät- och småorter | Folkmängd |
| -- | ----------------- | --------- |
| 1  | Nyköping          | 33 546    |
| 2  | Arnö              | 4 844     |
| 3  | Stigtomta         | 1 913     |
| 4  | Svalsta           | 1 103     |
| 5  | Tystberga         | 879       |
| 6  | Bergshammar       | 823       |
| 7  | Nävekvarn         | 758       |
| 8  | Vrena             | 652       |
| 9  | Jönåker           | 648       |
| 10 | Sjösa             | 475       |
| 11 | Enstaberga        | 445       |
| 12 | Skeppsvik         | 224       |
| 13 | Ålberga           | 224       |
| 14 | Kvegerö           | 221       |
| 15 | Runtuna           | 189       |

## Styre och politik

### Styre
Mandatperioden 2010–2014 styrdes kommunen av de rödgröna som samlade 32 av 61 mandat i kommunfullmäktige. De rödgröna behöll makten även efter valet 2014, men Sverigedemokraterna – som fördubblade sina mandat till sex – betraktades som valets stora vinnare. I valet 2018 fick ingen av de traditionella blocken egen majoritet. Sverigedemokraterna deklarerade att de skulle stödja ett Alliansstyre. Centerpartiet meddelade då att man inte ville styra med stöd av Sverigedemokraterna varför de istället valde att styra i minoritet tillsammans med Miljöpartiet och Socialdemokraterna.
Mandatperioden 2022–2026 styrs kommunen av en blocköverskridande majoritetskoalition bestående av Moderaterna och Socialdemokraterna.

### Kommunfullmäktige

#### Presidium
| Presidium 2022–2026    | Presidium 2022–2026 | Presidium 2022–2026          |
| ---------------------- | ------------------- | ---------------------------- |
| Ordförande             | M                   | Jan Bonnier                  |
| Förste vice ordförande | S                   | Carl-Åke Andersson           |
| Andre vice ordförande  | SD                  | Marianne Sohlman Zetterström |

#### Mandatfördelning 1970–2022
| 35 | 12 | 7 | 7 |

| 48 | 13 |

| 32 | 17 | 4 | 8 |

| 45 | 16 |

| 30 | 16 | 6 | 9 |

| 40 | 21 |

| 33 | 12 | 5 | 11 |

| 35 | 26 |

| 33 | 11 | 3 | 14 |

| 36 | 25 |

| 30 | 9 | 8 | 14 |

| 35 | 26 |

| 30 | 4 | 9 | 7 | 13 |

| 32 | 31 |

|  | 26 |  | 4 | 7 | 5 | 3 | 13 |

| 32 | 29 |

| 3 | 34 |  | 6 | 3 |  | 12 |

| 32 | 29 |

| 6 | 25 | 3 | 5 | 3 | 6 | 13 |

| 30 | 31 |

| 5 | 29 | 3 | 3 | 7 | 6 | 8 |

| 27 | 34 |

| 3 | 26 | 3 | 5 | 5 | 5 | 14 |

| 30 | 31 |

| 3 | 23 | 6 | 3 | 4 | 4 | 3 | 15 |

| 35 | 26 |

| 3 | 22 | 6 | 6 | 5 | 3 |  | 14 |

| 34 | 27 |

| 4 | 20 | 3 | 7 | 5 | 3 | 3 | 16 |

| 33 | 28 |

| 4 | 20 | 3 | 10 | 4 |  | 3 | 15 |

| 30 | 31 |

### Nämnder

#### Kommunstyrelse
Totalt har kommunstyrelsen tretton ledamöter.
| Presidium 2022–2026    | Presidium 2022–2026 | Presidium 2022–2026 |
| ---------------------- | ------------------- | ------------------- |
| Ordförande             | S                   | Urban Granström     |
| Förste vice ordförande | M                   | Ahmad Eid           |
| Andre vice ordförande  | SD                  | Malin Karlsson      |

#### Övriga nämnder
| Nämnd                                | Ordförande | Ordförande         | Förste vice ordförande | Förste vice ordförande | Andre vice ordförande | Andre vice ordförande    |
| ------------------------------------ | ---------- | ------------------ | ---------------------- | ---------------------- | --------------------- | ------------------------ |
| Barn- och ungdomsnämnden             | S          | Torbjörn Kock      | M                      | Anki Hartmann          | SD                    | Bo Österberg             |
| Kompetens- och arbetsmarknadsnämnden | M          | Johan Wachtmeister | S                      | Sahro Hashi            | KD                    | Erik Häggblom            |
| Krisledningsnämnden                  | S          | Urban Granström    | M                      | Ahmad Eid              |                       |                          |
| Kultur- och fritidsnämnden           | S          | Marcus Pehrsson    | M                      | Matilda Karlsson       | M                     | Thomas Hallgren Böhlmark |
| Miljö- och samhällsbyggnadsnämnden   | M          | Tommy Jonsson      | S                      | Jonas Wallin           | KD                    | Stefan Landmark          |
| Socialnämnden                        | M          | Anniola Nilsson    | S                      | Emma Mellberg          | L                     | Åsa Berg                 |
| Valnämnden                           | M          | Fredrik Dahlin     |                        |                        |                       |                          |
| Vård- och omsorgsnämnden             | S          | Carina Wallin      | M                      | Fredrik Dahlin         | SD                    | Ann-Marie Eriksson       |

Källa:

### Valresultat 2022
| Parti                            | Valdistrikt     | Valdistrikt | Kommun  |
| Parti                            | Starkaste       | Andel       | Andel   |
| -------------------------------- | --------------- | ----------- | ------- |
| S                                | Östra Brandkärr | 50,12 %     | 32,35 % |
| M                                | Rosenhill       | 37,26 %     | 24,31 % |
| SD                               | Lunda           | 29,61 %     | 15,50 % |
| C                                | Tystberga       | 15,10 %     | 7,32 %  |
| V                                | Arnö Herrhagen  | 10,85 %     | 6,19 %  |
| MP                               | Koppartorp      | 7,13 %      | 5,28 %  |
| KD                               | Runtuna         | 7,46 %      | 4,58 %  |
| L                                | Hagalund        | 6,14 %      | 3,57 %  |
| PNy                              | Östra Brandkärr | 3,70 %      | 0,64 %  |
| Data hämtat från Valmyndigheten. |                 |             |         |

Exklusive uppsamlingsdistrikt. Partier som fått mer än en procent av rösterna i minst ett valdistrikt redovisas.

### Internationella relationer
Kommunen hade tidigare sex vänorter, en i vardera Danmark, Finland, Norge, Lettland, Ryssland och Tyskland. Det formella vänortssamarbetet avvecklades år 2008. 
Idag har Nyköping ett aktivt vänortssamarbete med Ōarai, Ibarakii prefektur i Japan. Vänortsavtalet, ett så kallat Rainbow City Agreement, skrevs under den 23: maj 2006 i Ōarai och innebär att städerna ska ha ett kunskapsutbyte om respektive lands kultur, ett utbytesprogram för skolungdomar, utbyta erfarenheter inom vård och omsorg och underlätta för företag att etablera kontakter på respektive ort. Samarbetet mellan städerna har sitt ursprung i ett affärsavtal mellan Studsvik Nuclear AB och företaget JAEA (Japan Atomic Enegry Association).
Kommunen medverkar i Assembly of European Regions. 

## Ekonomi och infrastruktur

### Näringsliv
Det lokala näringslivet står på flera pelare. Under 1980- och 90-talen minskade tillverkningsindustrin betydelse och utgjorde i början av 2020-talet omkring åtta procent av kommunens arbetstillfällen med arbetsgivare som underleverantörer till fordonsindustrin  Eberspächer Exhaust Technology Sweden AB,  Schneider Electric Sverige AB och Studsvik AB. Sedan 1998 har flygplatsen utvecklats till en stor arbetsplats i kommunen. I början av 2020-talet var dock kommunen själv med 6 175 årsanställda (2022) och regionen de dominerande arbetsgivarna.

### Infrastruktur

#### Transporter
Från nordöst mot sydväst genomkorsas kommunen av E4. I Nyköping avtar Riksväg 52 åt väster, länsväg 223 åt norr och länsväg 219 åt nordöst. Riksväg 53 genomkorsar kommunen från nordväst mot sydöst. 
Järnvägen Nyköpingsbanan som är en bibana till Södra stambanan genomkorsar kommunen från nordöst mot sydväst. Den trafikeras av Mälartåg mellan Norrköping och Stockholm. Järnvägslinjen Sala–Oxelösund genomkorsar kommunen i öst-västlig riktning. Den används endast för godstrafik på sträckningen genom Nyköpings kommun.
I kommunen finns även den internationella flygplatsen Stockholm Skavsta Flygplats.

## Befolkning

### Demografi

#### Befolkningsutveckling
Kommunen har 58 344 invånare (31 december 2024), vilket placerar den på 42:a plats avseende folkmängd bland Sveriges kommuner.
| Befolkningsutvecklingen i Nyköpings kommun 1970–2020 | Befolkningsutvecklingen i Nyköpings kommun 1970–2020 | Befolkningsutvecklingen i Nyköpings kommun 1970–2020 | Befolkningsutvecklingen i Nyköpings kommun 1970–2020 | Befolkningsutvecklingen i Nyköpings kommun 1970–2020 |
| --- | ---------------------------------------------------- | ---------------------------------------------------- | ---------------------------------------------------- | ---------------------------------------------------- |
| |                                                      |                                                      |                                                      |                                                      |
| År |                                                      |                                                      | Folkmängd                                            |                                                      |
| 1970 | 1970                                                 |                                                      | 57 857                                               |                                                      |
| 1975 | 1975                                                 |                                                      | 62 561                                               |                                                      |
| 1980 | 1980                                                 |                                                      | 64 099                                               |                                                      |
| 1985 | 1985                                                 |                                                      | 64 404                                               |                                                      |
| 1990 | 1990                                                 |                                                      | 65 908                                               |                                                      |
| 1995 | 1995                                                 |                                                      | 48 737                                               |                                                      |
| 2000 | 2000                                                 |                                                      | 49 063                                               |                                                      |
| 2005 | 2005                                                 |                                                      | 49 816                                               |                                                      |
| 2010 | 2010                                                 |                                                      | 51 644                                               |                                                      |
| 2015 | 2015                                                 |                                                      | 54 262                                               |                                                      |
| 2020 | 2020                                                 |                                                      | 57 071                                               |                                                      |
| Anm: De plötsliga förändringarna av folkmängden 1974 och 1992 förklaras av sammanslagningar och utbrytningar, som beskrivs ovan under administrativ historik. |                                                      |                                                      |                                                      |                                                      |

## Kultur

### Kulturarv
I kommunen ligger ruinerna efter det som en gång var en av Sveriges starkaste fästen, Nyköpingshus. Byggnaden förstördes efter Nyköpings gästabud, men återuppbyggdes. Den förstördes i en brand 1665. Strax intill uppfördes dock ett landshövdingeresidens på 1720-talet. Detta blev senare länsfängelse och tvångsarbetsinrättning. Sedan 2020 används byggnaden återigen som landshövdingeresidens.

### Kommunvapen
Blasonering: I fält av silver ett rött borgtorn med krenelerad väktargång och spetsig tornhuv.
Motivet är känt sedan 1359 först som sigill och senare som vapen. Det fastställdes för Nyköpings stad av Kungl Maj:t år 1945. Efter kommunbildningen fanns en mängd vapen (Bettna, Daga, Gnesta, Nyköping, Rönö, Stigtomta, Trosa, Tunaberg, Tystberga och Vagnhärad), men man beslöt att föra det gamla stadsvapnet vidare och det registrerades hos PRV år 1974.